# Aedes barnardi
Aedes barnardi är en tvåvingeart som beskrevs av Edwards 1924. Aedes barnardi ingår i släktet Aedes och familjen stickmyggor. Inga underarter finns listade i Catalogue of Life.